# Izba Reprezentantów (Cypr)
Izba Reprezentantów (gr. Βουλή των Αντιπροσώπων, tur. Temsilciler Meclisi) – jednoizbowy parlament Cypru. Zasiada w nim 56 deputowanych wybieranych w wyborach powszechnych na pięcioletnią kadencję. Trzy dodatkowe miejsca mają zagwarantowane mniejszości religijne (katolicy łacińscy, Ormianie, katolicy maroniccy).